# Новомихайловка (Николаевский район)
Новомихайловка (укр. Новомихайлівка) — село в Николаевском районе Николаевской области Украины.
Население по переписи 2001 года составляло 21 человек. Телефонный код — 512.

## Местный совет
54036, Николаевская обл., Николаевский р-н, с. Безводное, ул. Клубная, 1а; тел. 38-06-10